# 松平信祝
松平 信祝（まつだいら のぶとき）は、江戸時代中期の大名・老中。下総古河藩の第2代藩主、三河吉田藩主、遠江浜松藩初代藩主。松平伊豆守系大河内松平家4代。

## 生涯
古河藩初代藩主・松平信輝の長男。宝永6年6月21日（1709年7月27日）に父の隠居により家督を継ぐ。
古河から吉田への国替えの時、古河の頼政神社より分霊して、吉田に豊城（とよき）神社を建立した。最終的には遠江浜松に移封されている。
諱ははじめ林信篤の撰により信高。享保4年（1719年）、やはり信篤の撰によって信祝と改めた。
奏者番、大坂城代、老中など要職を歴任し、8代将軍・徳川吉宗の享保の改革に参与した。延享元年4月14日（1744年5月25日）、病気により老中辞職を願い出るが許されず、4月18日（5月29日。実際は16日（27日））に死去した。享年62。跡を長男の信復が継いだ。

## 年譜
- 天和3年11月6日（1683年12月23日） - 松平信輝の長男として誕生。
- 元禄6年8月9日（1693年9月8日） - 信高と名乗る。
- 元禄10年12月18日（1698年1月29日） - 従五位下・甲斐守に叙任する。
- 宝永6年（1709年）
  - 6月18日（7月24日） - 家督を相続。
  - 6月21日（7月27日） - 甲斐守より伊豆守に改める。
- 正徳2年7月12日（1712年8月13日） - 吉田藩7万石に移封。
- 享保4年4月9日（1719年5月27日） - 名を信祝と改める。
- 享保14年（1729年）
  - 2月2日（3月1日） - 大坂城代に任ぜられる。従四位下となる。
  - 2月15日（3月14日） - 浜松藩7万石に移封。
- 享保15年
  - 7月11日（1730年8月24日） - 老中に就任。
  - 12月15日（1731年1月22日） - 侍従となる。
- 延享元年4月18日（1744年5月29日） - 老中在任中に死去。

## 系譜
父母
- 松平信輝（父）
- 貞照院（母） - 井上正任の娘

正室
- 菊姫（松泉院） - 酒井忠挙の養女、京極高豊の娘

側室
- 狭妻、小林氏
- 左近、永井氏

子女
- 松平信復（長男） 生母は狭妻
- 中川久貞（次男） 生母は左近
- 松平正温（三男） 生母は左近
- 松平翁之丞
- 安藤直之（五男） 生母は狭妻
- 多代（松浦有信縁女）
- 伊代（本多正珍縁女）
- 得寿（京極高矩室）
- 富（溝口直温室）
- 喜尾（松平信直室）
- 兼（松平輝高正室）
- 八十（北原忠光室）
- 光
- 幸（松平輝高継室）
- 郁（松平信直継室）
- 参
- 賀久
- 皆（戸川達恒縁女）

## 登場作品
テレビドラマ
- 『八代将軍吉宗』（NHK大河ドラマ、1995年、演：西岡徳馬）

映画
- 『超高速!参勤交代』（2014年、演：陣内孝則）
- 『超高速!参勤交代 リターンズ』（2016年、演：陣内孝則）